# Vertretung des Saarlandes beim Bund

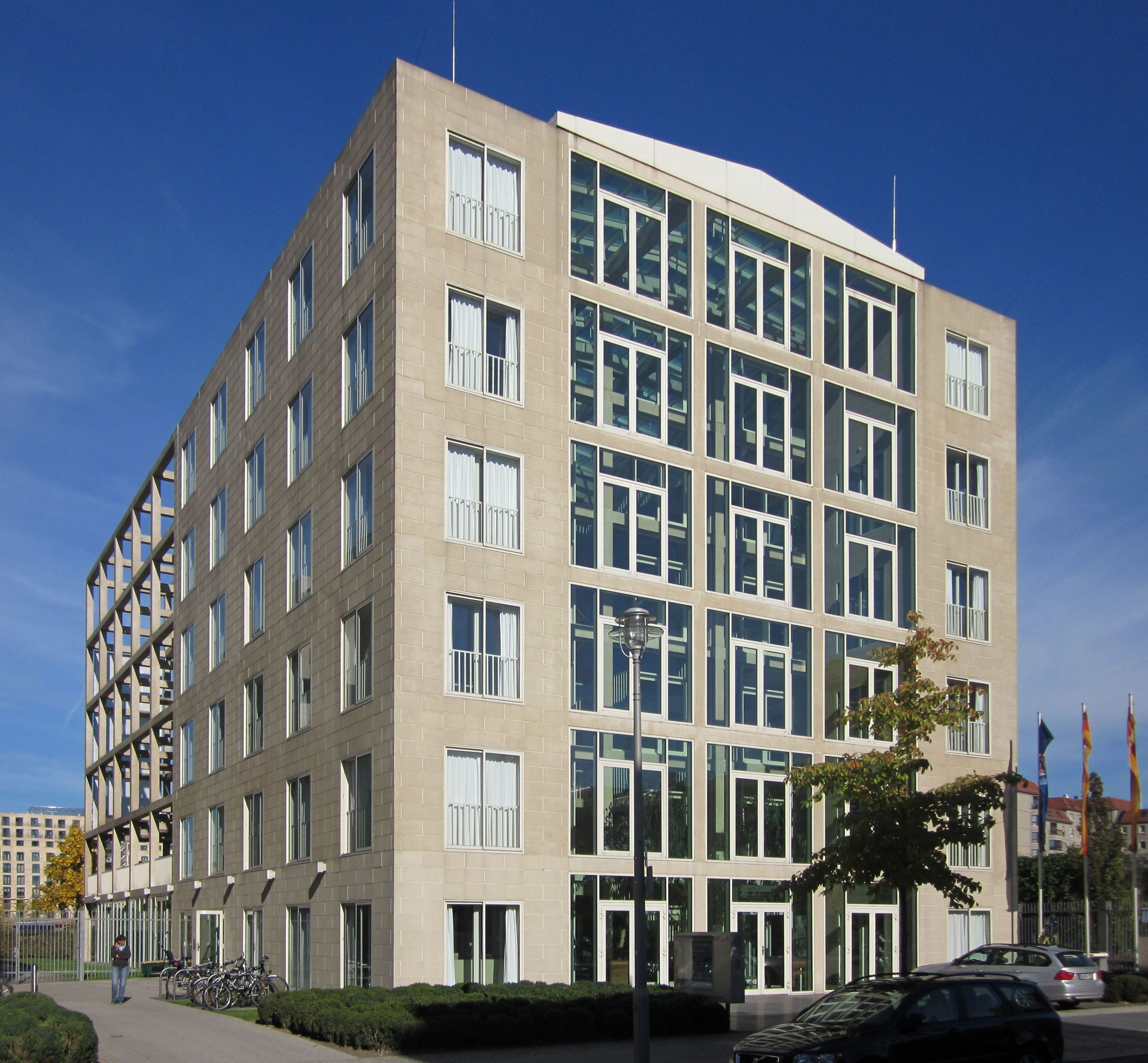
Vertretung des Saarlandes beim Bund in den Ministergärten

Die Vertretung des Saarlandes beim Bund hat ihren Sitz in der Straße In den Ministergärten 4 im Berliner Ortsteil Mitte des gleichnamigen Bezirks.
Die Landesvertretung vertritt die saarländischen Interessen auf Bundesebene, dient als Veranstaltungsforum für Politiker, Wirtschaftsvertreter, Kulturschaffende sowie Gewerkschaften und versteht sich selbst als das „Schaufenster des Saarlandes in Berlin“. Im Rahmen einer deutsch-französischen Zusammenarbeit ist sie zugleich die Vertretung des französischen Departements Moselle in der deutschen Bundeshauptstadt.

## Behörde
Bevollmächtigter des Saarlandes beim Bund ist seit dem 26. April 2022 Thorsten Bischoff (SPD), der unter Ministerpräsidentin Anke Rehlinger (SPD) als Staatssekretär in der Staatskanzlei berufen wurde und dort zugleich für Medienpolitik zuständig ist. Erste Bevollmächtigte des Saarlandes in Berlin war von 1999 bis zum Oktober 2005 Staatssekretärin Monika Beck (CDU). Ihr Nachfolger Jürgen Lennartz (CDU) amtierte bis Oktober 2019. Ihm folgte wiederum Henrik Eitel (CDU), der zugleich Chef der Staatskanzlei war und bis April 2022 amtierte.

## Gebäude

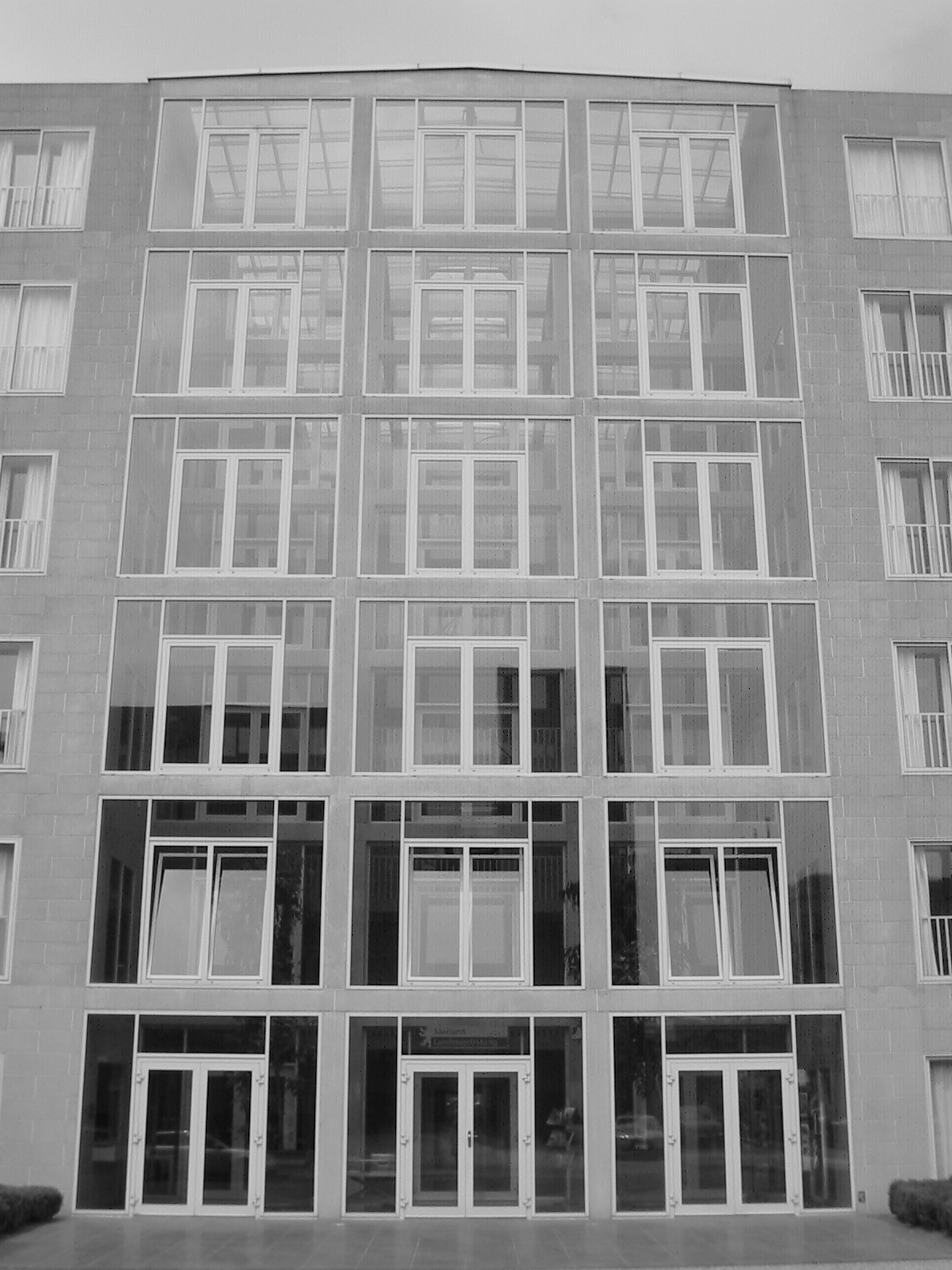
Fassade der Vertretung

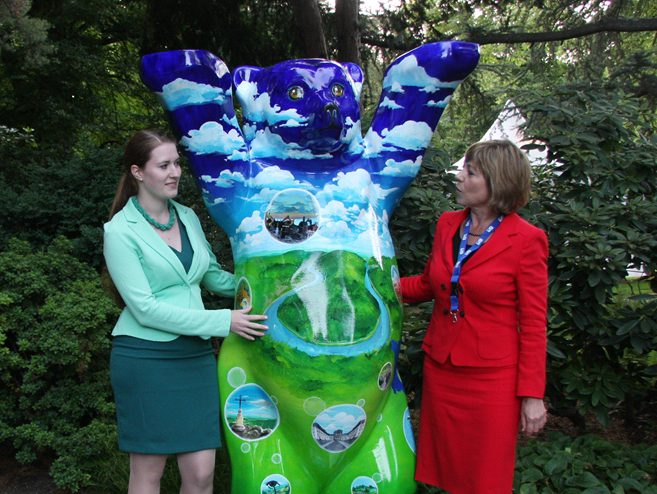
Buddy Bär in der Saarländischen Landesvertretung in Berlin, hier: Daniela Schadt zusammen mit der Künstlerin Isabelle Schmitt

Das Gebäude liegt im Nordosten der Ministergärten und wurde vom Saarbrücker Architekturbüro Alt + Britz entworfen, die einen im April 1997 regional begrenzt ausgelobten Wettbewerb gewonnen hatten. Die Bauzeit betrug rund ein Jahr, die Baukosten ca. 20,45 Millionen Euro. Im Dezember wurde das Gebäude an die Staatssekretärin Monika Beck übergeben.
Die Außenwände des sechsgeschossigen Hauses sind aus großformatigen Betonfertigteilen in Sandwichbauweise hergestellt, die in Struktur und Farbe Kalksandstein ähnlich sehen. Die Fassadengestaltung versteht sich als Reminiszenz an das „steinerne Berlin“ und erinnert ein wenig an das Liebermann-Haus am Brandenburger Tor.
Eine Betonrahmen-Konstruktion mit eingebauten Glaselementen bildet den vertikalen und horizontalen Raumabschluss der zentralen gebäudehohen Halle und gibt großzügig Einblick in das Entrée des Gebäudes. Die freihängende Skulptur der isländisch-saarländischen Künstlerin Sigrún Olafsdóttir bestimmt den Luftraum des Foyers und bricht die harte Architektur der umlaufenden Balkone.
Der Buddy Bär im Eingangsbereich wurde von Isabelle Schmitt gestaltet. Er zeigt neben der Saarschleife die Villa Borg, das Saarbrücker Schloss, die Ludwigskirche, den Europäischen Kulturpark Reinheim Bliesbruck und weitere Sehenswürdigkeiten. Dieser Buddy Bear ist auch auf der Buddy Bear Weltkarte zu finden.
Der rationalistisch disziplinierte Grundriss ist axial gerichtet und in eine klare quadratische Modul-Ordnung gebracht. Der bis unters Glasdach reichende innere Luftraum des vorderen quadratischen Baukörpers ist an der Rückseite hinausgeschoben – dort entsteht ein fester Innenkörper mit luftigem Außenraum, der von einem pergolaartigen, haushohen Balkengerüst abgeschlossen wird.
Raumhohe französische Fenster verleihen den Büro- und Besprechungsräumen eine gewisse Noblesse. Alle Wände, Stein- und Fliesenfußböden, Geländer und Türen sind mit Ausnahme des rotbraunen Eichenparketts im Festsaal sowie den Büro- und Besprechungsräumen in einem hellen Beige gehalten – ungewöhnlich für die rationalistische Architektur der beiden Ungers-Schüler, doch in dieser Konsequenz von atmosphärisch angenehmer Wirkung.
Die Vertretung teilt sich zentrale Einrichtungen, die Tiefgarage und die Außenanlagen mit den Landesvertretungen von Niedersachsen, Schleswig-Holstein und Rheinland-Pfalz, die sich ebenfalls im Norden der Ministergärten befinden und alle rückseitig an das Denkmal für die ermordeten Juden Europas grenzen.
Als Außenstelle betreibt die Landesvertretung die Saarländische Galerie in der Nähe des Checkpoint Charlie in Kreuzberg.

## Geschichte
Bereits in der ehemaligen Bundeshauptstadt Bonn war das Saarland ab 1969 mit einer eigenen Landesvertretung präsent. Mit dem Umzug des Bundesrats von Bonn nach Berlin zogen auch die Landesvertretungen um. Im Herbst 1999 zog die Vertretung des Saarlandes zunächst in angemietete Räumen in der Friedrichstraße und am 25. Januar 2001 in das derzeitige Gebäude In den Ministergärten 4 in Berlin.
Mit der Ansiedlung der Landesvertretungen hat der historische belastete Boden der Ministergärten eine neue, demokratische Funktion erhalten. Ursprünglich wurde als Ministergärten das Gebiet zwischen Wilhelmstraße, Voßstraße, Ebertstraße und Pariser Platz bezeichnet. Der Name geht zurück auf die im 18. Jahrhundert an der Wilhelmstraße errichteten Adelspalais, in denen später Ministerien Preußens, des Kaiserreiches, der Weimarer Republik und auch des Dritten Reiches Quartier fanden. Zu diesen prachtvollen Stadtpalais gehörten weitläufige Gärten und Grünanlagen, die allerdings zu keiner Zeit für die Öffentlichkeit zugänglich gewesen sind. Heute erinnert nur noch der Straßenname „In den Ministergärten“ an die ursprüngliche Nutzung des Geländes.
Bei den Gründungsarbeiten für das neue Gebäude der Landesvertretung wurden auch Reste der ausgedehnten Bunkeranlage gefunden, die zur Reichskanzlei der Nationalsozialisten gehörte. Von 1961 bis 1989 schließlich lag das Gelände im unmittelbaren Grenzbereich. Hier verliefen die Berliner Mauer und der Todesstreifen.
Heute befinden sich – neben den sechs weiteren Landesvertretungen – in unmittelbarer Nachbarschaft, nördlich zur Vertretung des Saarlandes, das Denkmal für die ermordeten Juden Europas. Das  Mahnmal für die mehr als sechs Millionen jüdischen Opfer des Naziregimes verfügt mit seinem unterirdischen Ort der Information über eine  Dokumentation zu diesem  Abschnitt der deutschen Geschichte.

## Saarländische Galerie
Zur Präsentation saarländischen Kunstschaffens wurde zunächst mit dem gemeinnützigen Verein Saarländisches Künstlerhaus Saarbrücken e. V. ein Partner gefunden. Der Ausstellungsbetrieb begann im September 2004 sowohl im Saarland als auch in Berlin. Die institutionelle Kooperation mit dem Saarländischen Künstlerhaus wurde Ende 2005 eingestellt, nachdem sich abzeichnete, dass für die Trägerschaft der Saarländischen Galerie ein eigener eingetragener Verein gegründet werden sollte.
Auf Initiative der ehemaligen Staatssekretärin Monika Beck, seinerzeit Bevollmächtigte des Saarlandes beim Bund und selbst Galeristin, fanden sich  Kulturschaffende zusammen, um den Verein Saarländische Galerie – Europäisches Kunstforum e. V. zu gründen.
Seit Beginn der Ausstellungstätigkeit wurden Künstler aus Tschechien, Frankreich, Luxemburg, der belgischen Wallonie und dem Saarland und Berlin gezeigt.